# Teknik och vetande i ord och bild
Teknik och vetande i ord och bild, rikt illustrerad populärvetenskaplig bokserie utgiven på 1960-talet av Wahlström & Widstrand.
| Volym | Titel                   | Författare             | Utgivningsår |
| ----- | ----------------------- | ---------------------- | ------------ |
| 1     | Skepp och sjöfart       | ?                      | ?            |
| 2     | Luftfart                | ?                      | 1965         |
| 3     | Astronomi               | Charles-Albert Reichen | 1965         |
| 4     | Elektricitet            | Edward T. Canby        | 1965         |
| 5     | Hjulet                  | Maurice Fabre          | ?            |
| 6     | Medicin                 | Jean Starobinski       | 1965         |
| 7     | Raketer och rymdfart    | Courtlandt Canby       | ?            |
| 8     | Kemi                    | Charles-Albert Reichen | ?            |
| 9     | Vapen                   | Courtlandt Canby       | 1965         |
| 10    | Ord, bild och massmedia | Maurice Fabre          | 1965         |
| 11    | Maskinen                | Robert Soulard         | 1965         |
| 11    | Fysik                   | Charles-Albert Reichen | 1966         |